# Sebastijan Škorc
 Sebastijan Škorc est un joueur slovène de volley-ball né le 12 février 1974  à Maribor. Il mesure 1,80 m et joue libero.

## Clubs
| Club              | Pays     | De        | À         |
| ----------------- | -------- | --------- | --------- |
| OK Maribor        | Slovénie | 1999-2000 | 2002-2003 |
| Saint-Brieuc CAVB | France   | 2004-2005 | 2004-2005 |
| Paris Volley      | France   | 2005-2006 | 2005-2006 |
| Autocommerce Bled | Slovénie | 2006-2007 | 2008-2009 |
| Paris Volley      | France   | 2009-2010 | 2009-2010 |

## Palmarès
- Top Teams Cup (1)
  - Vainqueur : 2007
- MEVZA (2)
  - Vainqueur : 2007, 2008
- Championnat de Slovénie (2)
  - Vainqueur : 2007, 2008
- Coupe de Slovénie (2)
  - Vainqueur : 2007, 2008
- Championnat de France (1)
  - Champion : 2006
- Supercoupe de France (1)
  - Vainqueur : 2006